# 시멘트 정액 밤꽃
《시멘트 정액 밤꽃》(加爾基 精液 栗ノ花 가루키 자멘 구리노하나[*])은 시이나 링고의 세 번째 앨범으로, 2003년 2월 23일에 발매되었다.

## 트랙 리스트
1. "Religion" 宗教 (종교) – 05:08
2. "Doppelganger" ドッペルゲンガー (도플갱어) – 03:46
3. "Camouflage" 迷彩 (미채) – 03:44
4. "Get Well Soon" おだいじに (몸 조심하세요) – 03:01
5. "A Damned Job" やっつけ仕事 (해치울 일) – 05:08
6. "STEM" 茎 (STEM) (줄기) – 03:50
7. "Over-anxiety" とりこし苦労 (쓸데없는 걱정) – 02:36
8. "As You Like It" おこのみで (좋으실대로) – 05:45
9. "Consciousness" 意識 (의식) – 02:45
10. "Poltergeist" ポルターガイスト (폴터가이스트) – 03:41
11. "Funeral Procession" 葬列 (장렬) – 05:12
12. "The Flower of the Fig" 映日紅の花（いちじくのはな）(무화과 꽃)– 04:24 
이 곡은 보너스 트랙으로서, LP판에만 수록되어 있다.

- 모든 수록곡은 시이나 링고가 작사했다.
- 12번 트랙을 제외한 모든 수록곡은 시이나 링고가 작곡했다.
- 5번, 12번 트랙을 제외한 모든 수록곡은 시이나 링고와 우니 이노우에가 만든 유닛, "化猫キラー(Goblin-cat Killer)"의 명의로 편곡했다.
- 수록곡 제목의 영어 번역과 영어 발음의 지도는 로비 클락이 맡았다.

| 오리콘 주간 앨범차트 1위 2003년 3월 3일 ~ 2003년 3월 10일자 (2주 연속) |                                    |                       |
| 이전                                                                   | 시나 링고 《칼크 자멘 쿠리노하나》 | 다음                  |
| EXILE 《Styles Of Beyond》                                             | 시나 링고 《칼크 자멘 쿠리노하나》 | t.A.T.u. 《t.A.T.u.》 |
|                                                                        |                                    |                       |
|                                                                        |                                    |                       |